# Endennia licia
Endennia licia è un pesce osseo estinto, appartenente ai perleidiformi. Visse nel Triassico superiore (Norico, circa 210 milioni di anni fa) e i suoi resti fossili sono stati ritrovati in Italia.

## Descrizione
Lungo circa 15 – 20 centimetri, questo pesce possedeva un corpo fusiforme e una testa dal profilo anteriore smussato. La caratteristica principale era data dalla dentatura, costituita da numerosi denti allungati disposti lungo i margini delle ossa mascellari e della mandibola, e da denti disposti sul palato, più corti, robusti e smussati. I denti marginali anteriori, in particolare, erano a forma di matita e dotati di una punta leggermente appiattita; i denti palatali, invece, erano estremamente robusti e parzialmente dotati di due cuspidi, ed erano disposti in file. 
L'opercolo era più profondo del subopercolo, e la volta cranica era formata principalmente da una piastra parietale unica ed espansa. Vi era una totale fusione tra postparietale e ossa dermopterotiche. La serie sopraorbitale era composta da una dozzina di elementi di forma e taglia differenti, disposti in file. Le scaglie, dotate di uno spesso strato di ganoina, erano anch'esse disposte in 42 file, di forma rettangolare e dal margine posteriore dentellato. Le pinne erano relativamente piccole; la pinna dorsale e quella anale erano spostate all'indietro. 

## Classificazione
Endennia licia venne descritto per la prima volta nel 2005, sulla base di fossili ritrovati nella zona di Endenna e Zogno, in provincia di Bergamo (Calcare di Zorzino). I fossili consistono in alcuni esemplari che hanno permesso di studiare a fondo questa specie: Endennia è un membro dei perleidiformi, un gruppo di attinotterigi tipici del Triassico, dalle caratteristiche intermedie tra quelle degli arcaici paleonisciformi e i più derivati neopterigi. 
Tra i perleidiformi, Endennia possiede caratteristiche che lo avvicinano alla famiglia Perleididae; la forma generale del corpo e le pinne dorsale e anale molto arretrate lo avvicinerebbero a Ctenognathichthys, ma l'organizzazione dei denti è chiaramente differente. A causa delle caratteristiche della dentatura, Endennia è chiaramente un perleidiforme di tipo unico.

## Paleobiologia
La peculiare dentatura di Endennia indica che questo pesce era un animale durofago; le scaglie, benché robuste, permettevano un notevole movimento del corpo fusiforme: probabilmente Endennia era in grado di nuotare abbastanza agilmente per potersi cibare di crostacei nuotatori, che venivano catturati mediante i denti allungati e frantumati dai potenti denti palatali. È anche possibile che Endennia si cibasse di invertebrati dal guscio mineralizzato che vivevano sul fondale, come molluschi ed echinodermi.